# Osiedle „Nad Jamną” w Mikołowie
Osiedle „Nad Jamną” – postmodernistyczne osiedle mieszkaniowe w Mikołowie zaprojektowane przez Stanisława Niemczyka i wybudowane w latach 1983–1986. 

## Historia
Zbudowane w latach 1983–1986. Osiedle tworzy zespół 12 budynków mieszkalnych o maksymalnie 5 kondygnacjach naziemnych. Niektóre z budynków posiadają punkty handlowo-usługowe na parterach. Zespół dopełnia wolnostojący budynek przedszkola. 
Każdy z budynków stworzony jest z wąskich segmentów i rozstawione są na zróżnicowanej wysokości, na pagórkowatym terenie. Budynki posiadają trójkątne szczyty i nakryte są dachami dwuspadowymi w kolorze żółtym. Pomimo wykorzystania elementów prefabrykowanych do wzniesienia poszczególnych budynków, elewacje kryte są ciemnobrązową cegłą a budynki posiadają indywidualny charakter dzięki zróżnicowaniu kształtu i układu okien, wykuszy i balkonów. Detal architektoniczny wykonany jest w cegle, drewnie, stali i szkle. Osiedle reprezentuje nurt postmodernizmu w architekturze, stanowiąc syntezę kilku stylów i epok architektonicznych i inspirowane jest tradycjami architektonicznymi i urbanistycznymi regionu – architekturą gotycką widoczną w kształtach okiem i wykuszy, familokami w formie urbanistycznej osiedla – a także czerpie z tradycji budownictwa mieszkaniowego Niderlandów i Wielkiej Brytanii. 
Główna aleja wewnętrzna osiedla ma charakter agory lub deptaku, na której zbiegają się boczne uliczki oraz placyki. Dzięki położeniu osiedla na pagórkowatym terenie udało się wytyczyć przejścia na różnych poziomach, w zagłębieniach terenu oraz w postaci kładek, co czyni przestrzenie wspólne osiedla bezpiecznymi i kameralnymi dla mieszkańców i odwiedzających.
Obecnie zarządzane przez Spółdzielnię Mieszkaniową „Nad Jamną”.